# Hans Conzelmann
Hans Conzelmann (Tailfingen, Albstadt, 27 de outubro de 1915 – Göttingen, 20 de junho de 1989) foi um acadêmico alemão que fez significativas contribuições ao estudo do Novo Testamento no século XX. Uma de suas obras principais foi Die Mitte Der Zeit (Tübingen, 1954), literalmente "O Meio do Tempo". Esta obra, que abordou a teologia de Lucas pela crítica da redação, pavimentou o caminho da discussão acadêmica na segunda metade do século XX. 

## Teologia
Conzelmann, juntamente com outros estudioosos pós-Bultmannian, disputaram o ponto de vista dominante de que Jesus seria uma figura apocalíptica. Ao invés disso, eles focaram na mensagem de Cristo como sendo a de um reino de Deus surgindo no presente. Isto foi um desafio direto ao retrato de Jesus como alguém esperando um iminente eschaton.
Conzelmann afirma que os ensinamentos de Jesus sobre escatologia são surpreendentemente desconectados de suas palavras sobre Deus e sobre a ética. Estas áreas de seus ensinamentos são, porém, ligadas pela compreensão de Jesus sobre si próprio "como alguém que revela o imediatismo de Deus em todas as relações". Jesus não se considerava um Messias, um Filho de Deus ou o Filho do Homem, segundo ele.

## História da Salvação
Talvez a principal contribuição de Conzelmann ao estudo do evangelho de Lucas foi sua afirmação de que o evangelista trocou a ênfase dos ensinamentos de Jesus de uma expectativa de que ele (Jesus) iria retornar logo após a sua morte, ressurreição e ascensão (uma crença na iminente parousia) para uma que vê Deus agindo na história e que, portanto, exigia dos primeiros cristãos que encontrassem uma forma de viver como discípulos de Jesus "no longo prazo", através da história. Esta ênfase teológica foi chamada de Heilsgeschichte (geralmente traduzida como "História da Salvação").
Além disso, Conzelmann acreditava que a história poderia ser dividida em três eras:
1. O período do Antigo Testamento (até João Batista, inclusive);
2. O período do ministério terreno de Jesus (que Conzelmann afirma ser livre da interferência de Satã);
3. A era da Igreja;

## Crítica
Sua teologia foi criticada por acadêmicos posteriores - que perguntaram, por exemplo, onde se encaixaria João Batista e se realmente o período de Jesus na Terra seria uma mesmo uma "zona livre" de Satã.